# Get Over It (canção)
"Get Over It" é uma música escrita por Glenn Frey e Don Henley, gravada pela banda Eagles.
É o primeiro single do álbum Hell Freezes Over, que marca o regresso da banda ao fim de quatorze anos.

## Paradas
Singles
| Ano  | Single        | Parada                 | Posição |
| ---- | ------------- | ---------------------- | ------- |
| 1994 | "Get Over It" | Adult Contemporary     | 21      |
| 1994 | "Get Over It" | Mainstream Rock Tracks | 4       |
| 1994 | "Get Over It" | Billboard Hot 100      | 31      |
| 1994 | "Get Over It" | Top 40 Mainstream      | 26      |